# Етсетера
Етсетера («и так далее», также etc; правильное ударение и произношение: «эт це́тера») — украинская музыкальная рок-группа, образованная в 2003 году в городе Сумы, играющая рок с элементами альтернативного рока. Группа состоит из четырёх участников: Владимира Нянькина (вокалист, автор текстов), Ярослава Иванова (гитарист, бэк-вокалист), Александра Булюка (бас-гитарист) и Владимира Шкумата (барабанщик). В 2006 году к группе присоединился Алексей Фомица — студийный и концертный звукорежиссёр.

## История

### 2001—2005
Идея создания музыкального коллектива появилась у будущего лидера группы Этсетера в начале нового тысячелетия. Вместе с двумя школьными друзьями — Олегом Ридченко и Михаилом Телетовым — в 2001 году трио начало домашние репетиции под акустическую гитару. Первые песни можно было охарактеризовать как смесь русского рока, панка и гранжа. Их записи, как и тексты, не сохранились.
Полноценные репетиции начались осенью 2002 года во дворце детей и юношества. Впоследствии «точка» получила название "Рок-клуб «Драйв», из которого со временем вышли команды «Cabages», «Apachi», «Jim Jams», «Sub Dio» и некоторые другие. В первом составе группы, помимо функций вокалиста, Владимир Нянькин играл на бас-гитаре. Олег Ридченко стал гитаристом, а Михаил Телетов — барабанщиком. Первая песня команды — «Stupid show» — появились в октябре 2002 г. Она, как и несколько последующих, была написана на английском. «В то время нам уже была чужда эстетика „русского рока“, мы слушали зарубежную музыку, поэтому хотели петь на иностранном языке», — заявлял Владимир Нянькин. Стилистически группа максимально удалилась от «русского рока», приблизившись к гранжу и панку в стиле групп Nirvana, Offspring и Sum 41.
В том же октябре 2002 г. в группе появляется второй гитарист — 14-летний Ярослав Иванов. Его мать училась вместе с отцом Владимира Нянькина в одной группе по классу «виолончель» в Сумском музыкальном училище им. Бортнянского. Ярослава переманили из другой молодой группы «Cabages», пригласив совместно разучить песню группы Guns N' Roses «Don’t cry». Вместе с ним команда начала подготовку первой программы, с которой группа начала выступать уже в начале 2004 г. Песни, «Tell life goodbye», «Forever Yours», «Gift», «Latest straw» были написаны в новом составе и принадлежали авторству Владимира Нянькина. Первая композиция, написанная всей группой, была хард-роковая «Di da doo di». «Ярослав придумал основной рифф, и у меня сразу появилась на него мелодия. Припев родился тогда же — он заранее был у меня в голове, и оставалось его просто спеть», — рассказывает Владимир.
Дебютная композиция, написанная Ярославом Ивановым, — «Another Day». Впоследствии она была переведена на украинский и получила название «Де ти».
Первое выступление группы состоялось 26 декабря 2003 года в сумской общеобразовательной школе № 26. Группа исполнила две песни — «Tell life goodbye» и «Latest straw».
Название «Этсетера» появилось за день до первого выступления группы — 25 декабря 2003 года. Владимир Нянькин и Олег Ридченко собрались дома у барабанщика Михаила Телетова. Подходящее слово искали в словарях. «Мы встречали разные интересные названия — „Incubus“, „Nirvana“, но все они были заняты. Слово „Et cetera“, понравилось нам своей образностью и поли-лингвистичностью. Тогда мы не задумывались, что групп с подобным названием много во всем мире. С другой стороны, до сих пор среди них нет ни одного действительно известного на весь мир коллектива», — считает Владимир Нянькин.
Долгое время группа сталкивалась с проблемами правильного написания своего названия и в конечном итоге пришла к украиноязычному написанию — «Етсетера».
В начале 2004 г. в группе произошли первые изменения в составе. В команду пришёл басист Артур Махмудов (экс-«Sub dio», «Эль-карамель» и нынешний басист группы «Jim Jams»). Вместе с ним на «домашней» студии сумского звукорежиссёра Сергея Панасовского записываются три песни: «Ти ж мене хочеш», «Не кажи люблю» и «Янгол». Последняя на протяжении года находилась в ротации на «Дива-радио» (Сумы). «Качество записи треков желало лучшего, но на тот момент записаться лучше и дешевле в нашем городе было невозможно. Наиболее удачно была записана песня „Янгол“. Композиции „Не кажи люблю“ и „Ти ж мене хочеш“, которые впоследствии были перезаписаны и появились на дебютном альбоме, на тот момент звучали совершенно по-другому. Стоит сказать, что та же „Не кажи люблю“ в том варианте продолжалась более шести минут», — рассказывает Владимир Нянькин.
Первые концерты группы проходили во дворце Детей и Юношества, где располагалась репетиционная точка — рок-клуб «Драйв». Также команда выступала в двух легендарных для Сум заведениях — летней эстраде парка им. Кожедуба и помещении в парке «Сказка». Первый выездной концерт прошёл в харьковском клубе «Форт» осенью 2004 г. на фестивале «Музыкальный остров». Группа выступала без бас-гитариста Артура Махмудова, который по причинам личного характера не смог присутствовать на концерте. Участвуя в нескольких проектах, он не смог уделять группе большое количество времени, поэтому отыграв на фестивале «Crush the lies» в ДК «Романтика» в марте 2005 года, Артур покидает группу и на его место летом этого же года приходит басист Александр Булюк. На этом кадровые изменения в коллективе в 2005 году не заканчиваются. Осенью из группы ушли Олег Ридченко и Михаил Телетов, игравшие в «Ет сетере» с первого дня. «Мы набирались опыта и профессионализма, поэтому должны были переходить на новый уровень развития. Более серьёзный, так что времени на группу приходилось тратить больше и профессионально развиваться быстрее. Олег и Миша сделали свой выбор, решив, что музыка — не их призвание», — рассказывает Владимир Нянькин.
Оставшись втроем, Ярослав, Александр и Владимир начали поиски второго гитариста и барабанщика. Ударник нашёлся в ноябре 2005 г. На концерте групп «Ель-Карамель» и «Симпл Пимпл» Владимир попросил Григория Ващенкова («Нильсбори», «Амбуланс», «Ф-4») подсказать подходящие кандидатуры, на что получил предложение о сотрудничестве. «Толстый» начал репетировать с группой на репетиционной базе «Факел» в конце 2005 г. От должности второго гитариста, которого «Ет сетера» искала, чтобы заменить ритм-партии Олега Ридченко, команда решила отказаться. В связи с этим кардинальным образом изменился подход к аранжировкам гитариста Ярослава Иванова, которому с тех пор приходится в одиночку заниматься заполняемостью саунда группы. Этого стало одним из факторов внедрения в звук «Етсетеры» большого количества гитарных «примочек», создавших узнаваемый стиль коллектива.

### 2006
С появлением нового барабанщика стиль «Етсетеры» претерпел больших изменений. Группа стала звучать жестче и тяжелее. Песни «Дай», «Примара», «Брехня», «Де ти» и «Жити», записанные как макси-сингл «Жити», демонстрируют движение коллектива к хард-роковым началам. С этой программой в 2006-м году группа приняла участие в фестивалях «Черный град» (Сумы), «Черный град» (Чернигов), «Музыкальный остров» (Харьков), «Перлини сезону» (отборочный тур, Киев), «Таврийские игры» (отборочный тур, Харьков), «Життя без сміття» (Сумы), «Сумы рок-фест». Постоянно участвуя в концертах главного сумского фестиваля, группа стала одним из его победителей, а концертная версия песни «Брехня» попала на сборник лучших композиций по итогам 2006 г.
Запись макси-сингла «Жити» проходила на двух студиях — киевской «Хата» и сумской «AlFom studio». В столице под руководством звукорежиссёра Максима Капусты (сотрудничал с ВВ, Табула Раса, Павлом Гудимовым) накоплены барабанные партии, вся остальная работа была проделана в Сумах звукорежиссёром Алексеем Фомицей. Конечный продукт получил хорошие отзывы украинских критиков и музыкантов, а песня «Примара» попала в ротацию радио «NRJ», а также победила в интернет хит-параде сайта www.rocktalks.com. Песню «Де ти» долгое время крутили по сумскому радио «Шансон». Также запись макси-сингла стала отправной точкой к началу сотрудничества группы с Алексеем Фомицей, который с тех пор стал не только штатным студийным и концертным звукорежиссёром коллектива, но и полноценным участником «Етсетеры».
Дебютный клип «Етсетеры» на песню «Жити» снял киевский клипмейкер Владимир Pilman Пилипенко. С ним Владимир Нянькин познакомился по интернету в декабре 2006 г. и уже в начале 2007 г. группа отправилась в Киев на первый съемочный день. Арендовав репетиционную студию неподалёку от станции метро «Выдубичи», за ночь была отснята часть клипа, в которой принимает участие вся «Етсетера». Второй съемочный день проходил в Киеве в начале весны. По задумке режиссёра, главным героем клипа должен был стать беспризорник. Его нашли на железнодорожном вокзале. «Я приехал рано утром из Сум, обошел несколько раз вокзал, но никого не встретил. Думал, что ничего не получится, но вдруг заметил мальчика, сидевшего неподалёку. Им оказался 9-летний Ярослав — беспризорник, который уже несколько лет подряд сбегает из дому из-за того, что его родители пьют», — рассказывает Владимир Нянькин.
Вместе с главным героем съемочная группа провела целый день. Главные кадры были сняты в киевском зоопарке и на улицах в центре Киева. Оставшаяся часть съемочного дня была проведена под Киевом, где по сюжету солист группы бегал по лесу и искал из него выход.
Первоначальная версия клипа была готова в апреле 2007 г. Видео было частично цветным и частично черно-белым. Впоследствии режиссёр решил добавить клипу сепии, что должно было подчеркнуть драматичность происходящего в кадре. Клип «Жити» попал в ротацию многих региональных телеканалов, в том числе всеукраинского канала «Энтер».
Презентация клипа прошла 5 мая 2007 г. в сумском театре юного зрителя. Помимо «Етсетеры», в концерте принимали участия группы «Нильсбори», «Площадь МОПСа», молодая на тот момент киевская группа «Антитела», рэп-команда «La familia» и совместный проект «Етсетеры» с «La familia» .

### 2007
В начале 2007 г. группа расстается с барабанщиком Григорием Ващенковым. На его место в апреле приходит Владимир Шкумат (экс «Ель-карамель», «Вихід на інше», «Залишайся золотим»). Благодаря тому, что новый ударник в рекордное время — две недели — разучил большинство партий группы, команда выступила в новом составе в передаче сумского областного телевидения «Знай наших». Следующие два месяца группа готовилась к летнему фестивальному сезону, главным событием которого стало участие в фестивале «Тарас Бульба». Пройдя отбор в Киеве, группа удачно выступила в полуфинале старейшего фестиваля Украины, исполнив песни «Ти ж мене хочеш» и «Не кажи люблю». В финале «Етсетера» исполнила 4 композиции — «Не кажи люблю», «Ти ж мене хочеш», «Арифметика» и «Жити», но несмотря на полученные позитивные отзывы, призового места не заняла.
Параллельно с записью первого макси-сингла «Жити», группа «Етсетера» осенью 2006 г. начала сотрудничество с сумской рэп-командой «La Familia», созданной из двух известных сумских коллективов «Саботаж» и «Libra\Skalez» Антоном «SoXXом» Слесаренко, Владимиром Калининым и Михаилом Карцевым (Miguel). Изначально проект предполагал совместить музыкальную составляющую «Етсетеры» с текстами «La Familia», но впоследствии совместное творчество начало разрастаться, обретя своё оригинальное звучание и стиль. Первый совместный концерт прошёл 31 октября 2006 г. в арт-кафе «Underground». На начальном этапе песни строились по нескольким принципам:
- 1) музыка «Етсетеры» + текст припева «Етсетеры» + тексты куплетов «La Familia» + совместная аранжировка. Например, микс песен «Ветер, Пыль и ангелы» «La Familia» и композиции «Янгол» «Етсетеры».
- 2) музыка «La Familia» + текст «La Familia» + совместная аранжировка. Например, песня «Зачем».
- 3) музыка «Етсетеры» + текст припева «Етсетеры» и «La Familia» + тексты куплетов «Етсетера» и"La Familia" + совместная аранжировка. Например, микс песен «Сука» «La Familia» и композиции «Ти ж мене хочеш» «Етсетеры».

Впоследствии у проекта появились оригинальные песни — альтернативная и тяжелая «Зверь», шуточная и панковская «Рэп — это кал». Также к новообразованному коллективу периодически присоединялись сессионные музыканты — Дмитрий Колесников (перкуссия), Никита Полюхович (саксофон). Всего на счету проекта порядка 10 совместных песен и более 5 выступлений. На данный момент совместная деятельность групп приостановлена, хотя в планах команд создать студийную версию песни «Зверь».

### 2008
2008-й год стал для «Етсетеры» временем записи первого альбома и участия в различных украинских фестивалях. Первый из них прошёл в марте в Донецке. Фестиваль «Четыре», хедлайнером которого должны были стать россияне «Animal Jazz» (в последний момент их заменили на группу «Крыхитка Цахес»), проходил в два этапа. Заключительный концерт проходил в лучшем местном клубе «Ливерпуль». Обойдя большое количество групп-конкурентов команда «Етсетера» была признана одной из победительниц фестиваля.
Следующим покоренным фестивалем в 2008 г. стал «Тарас Бульба», на который «Етсетеру» пригласили без предварительного отбора как финалистов прошлого года. Уверенно выступив в полуфинале, команда открывала финальный день. Яркое шоу и драйвовое выступление привело к получении первой премии этого почетного фестиваля. За 18-летнюю историю фестиваля «Тарас Бульба», ни одна группа из Восточной Украины никогда не добивалась таких успехов.
В начале сентября «Етсетера» едет на следующий конкурсный рок-фестиваль в Днепропетровск. «Рок на Фестивальном» — мероприятие, которое проводится ко Дню города, собрало более 20 тыс. человек. Хедлайнером фестиваля выступили легенды постсоветского пространства группа «Парк Горького». Соревнуясь с более чем 15 командами из разных городов Украины, а также группой из Молдовы, «Етсетера» была признана лучшим коллективом, за что получила в подарок сертификат на покупку музыкальных инструментов на 1тыс. долларов, право на бесплатную запись песни на студии «Реми рекордс», а также бытовую технику.
Последним фестивалем, в котором «Етсетера» приняла участие в 2008 г. был «Global Battle of the bands». Мировой фестиваль, финал которого проходит в Лондоне, ежегодно отбирает лучшие коллективы во многих странах мира. Среди участников от Украины максимального результата добивались команды «ТОЛ» и «АтмАсфера» (обе — 4-е место на международном финале). За право попасть во всеукраинский финал «Етсетера» боролась в отборочном туре в г. Днепропетровск. За месяц до этого группа победила там в фестивале «Рок на Фестивальном» и на этот раз команда вновь оказалась лучшей, набрав максимальное количество голосов жюри. В октябре 2008 г. «Етсетера» участвовала в национальном финале фестиваля в Киеве (клуб «Бинго»). Перед киевской публиком сумчане исполняли песни «Переходимо на ти» и «Мрійник». Особенно зрители запомнили яркое шоу под композицию «Мрійник», когда на сцене вокалист группы Владимир Нянькин «общался» с двумя манекенами, а потом забросал зрителей монетами, номиналом по одной и две копейки. «Всего мы наменяли 23 грн. по одой и две копейки. Оказалось это непросто — мелочь пришлось покупать в банке вдвое дороже её реальной стоиомости», — рассказывает Владимир Нянькин.
Соревнуясь с 20-ю командами, группа заняла 10-е место. Учитывая, что всего в фестивале в 2008 г. приняло участие более 120 команд, результат можно считать успешным.
Через некоторое время после фестиваля одна из двух конкурсных песен — «Переходимо на ти» — попала на сборник «Євшанзілля-3», в котором также приняли участие многие известные команды — «Тартак», «От вінта», «Роллікс», «Транс-формер» и многие другие.
Над дебютным альбомом «FreeВільний» группа «Етсетера» студийно работала на протяжении 2 лет. Первые пять треков были записаны в 2007 г. на студии «Хата» (г. Киев, Макс Капуста, работавший с «ВВ», «Гудимовым») и «AlFom studio». Композиции «Жити», «Брехня», «Примара», «Дай» и «Де ти» были презентованы как макси-сингл «Жити». Остальные — «Секс», «Не кажи люблю», «Одноразове кохання», «Одноразове кохання» (disco version), «Арифметика», «Янгол» — были дописаны на протяжении 2008 г. в студии «AlFom studio». Самой «старой» песней на альбоме можно считать композицию «Янгол», которая была написана в 2005 г., самой «свежей» — диско-версию песни «Одноразове кохання». Она также попала на альбом последней — в августе 2008 г. В записи диска, кроме участников коллектива (вместе с Григорием Ващенковым, который записывал ударные для 5 песен макси-сингла «Жити»), принимали участие и приглашенные музыканты. В композициях «Одноразове кохання» и «Одноразове кохання» (disco version) принимали участие саксофонист Иван Кулижников, трубач Андрей Давидов и тромбонист Евгений Кондаков. Бэк-вокальные партии в песнях «Арифметика», «Янгол» и «Одноразове кохання» исполнила Екатерина Рекуненко.
Название альбома были придумано как билингвическое сочетание слов со значением свободы и независимости. (free (англ.) — свободный, вільний (укр) — вольный). Учитывая, что слово фривольный в украинском языке пишется как «фривольний», это означает, что украиноязычное произношение названия дебютного альбома «Етсетеры» — «фривільний» — новое слово в украинском языке.
По итогам года вокалист группы вошёл в так называемую «Золотую десятку» самого престижного рейтинга Сумской области. Исследование, проводимое газетой «Панорама» ежегодно выявляет самых активных и авторитетных жителей Сумщины, а «Золотая десятка» — список самых успешных представителей молодёжи Сумщины.

### 2009
2009 г. стал самым активным годом по количеству выступлений группы «Етсетера» на различных концертах и фестивалях. Среди фестивалей стоит отметить:
- Рок-сифмонія" (Белая Церковь)
- «Cold stage fest 2» (Киев)
- «кРок назустріч» (Комсомольск)
- «Чернігівське Rocks» (Львов)
- «Тарас Бульба» (Дубно)
- "кРок у майбутнє (национальный финал, Таврийск)
- «СыШыШь фест» (Хмельницкий).
- «Мазепа фест» (Полтава).

На фестивале в городе Комсомольск (Полтавская область) сумчане были признаны лучшими среди более чем 15 коллективов. Басист группы Александр Булюк был назван лучшим басистом фестиваля. Хедлайнером фестиваля стала группа «Мандри».
Также 31 октября группа «Етсетера» начала запись второго альбома, название для которого пока не придумано. В то же время практически 100 % известен его трек-лист:
- «Лети»,
- «Мрійник»,
- «Переходимо на ти»,
- «Shift-delete»,
- «Брехня» (remake),
- «Досить»,
- «ХХХепі ню є»,
- «Чому?»,
- «FreeВільний»,
- «Викини з серця»
- «Тепло-Холодно».

Большая часть этих песен известна зрителям по концертам группы. Некоторые из них уже имеют студийные записи ("«Мрійник», «Переходимо на ти», «ХХХепі ню є») и даже попали в сборники («Переходимо на ти»). Кроме композиции «ХХХепі ню є», звучанием которой группа довольна, остальные треки будут звучать по-другому и с новым качеством саунда. Помочь в этом должны как новое оборудование «AlFom studio», так и новые инструменты участников «Етсетеры». Интересной особенностью записываемого альбома будет присутствие на нём композиции «FreeВільний». «Несмотря на то, что так называется наш первый альбом, в тот момент мы ещё не придумали эту песню. Когда она была придумана, то долгое время мы не могли придумать для неё название и в конечном итоге поняли, что по своему содержанию и настроению ей как раз подходит слово „FreeВільний“. Она о людях, которые берут от жизни все — свободных и вольных», — говорит Владимир Нянькин.

## Состав
- Денис Глазун (бас-гитара)
- Владимир Нянькин (вокал,тексты)
- Ярослав Иванов (гитара, бэк-вокал)
- Александр Булюк (бас-гитара)
- Владимир Шкумат (барабаны)

## Дискография

### Альбомы
- «Free.Вільний» (2008)
- «Мрійник» (2010)

### Синглы
- «Жити» (2006)

## Клипы
- Жити (2008)
- Мрійник (2010)

## Достижения
- «Музыкальный остров 2005» (Харьков)
- «Музыкальный остров 2006» (Харьков)
- «Черный град 2006» (Чернигов)
- «Сумы рок-фест 2006» (Сумы, признаны одной из лучших групп 2006 года)
- «Перлини сезону 2006» (Киев, второй тур)
- «Тарас Бульба 2007» (Дубно, финалисты)
- «Четыре 2008» (Донецк, победители)
- «Рок на Фестивальном 2008» (Днепропетровск, победители)
- «Тарас Бульба 2008» (Дубно, Обладатели Первой премии)
- GLOBAL BATTLE OF THE BANDS 2008(Киев, 10-е место в финале фестиваля)
- Рок-сифмонія 2009" (Белая Церковь)
- «Cold stage fest 2 2009» (Киев)
- «кРок назустріч 2009» (Комсомольск, победители)
- «кРок у майбутнє 2009» (национальный финал, Таврийськ)
- «Мазепа фест 2009» (Полтава)

## Статьи
- Новости ФДР
- Отчет о концерте «З новим РОКом» (недоступная ссылка)
- газета «Панорама» о концерте «З новим РОКом» (недоступная ссылка)
- на ти" від гурту «Ет сетера» — про секс правильними словами (недоступная ссылка)
- сетера" — відправляються в рекордний мінітур
- — макси-сингл сумских альтернативщиков Etc
- Отчет: «Финал The Global Battle Of The Bands (Ukraine)″
- сетера»: Давай кохатися, поки є час. На випадок настання кінця світу. Ексклюзив порталу A-Music (недоступная ссылка)
- Підсумки молодіжного рок фестивалю «Крок на зустріч» (недоступная ссылка)
- «Тарас Бульба 2008» — готичность снова в моде?
- Музыкант Владимир Нянькин в онлайн-интервью
- Рок-группа «Эт сетера» отыграла на «Мазепа фесте» (недоступная ссылка)
- Рокеры поддержали борьбу со СПИДом и наркотиками
- Днепропетровск отфестивалил своё 232-летие
- Осіння хвиля рок-концертів та фестивалів (недоступная ссылка)